# Chironius flavolineatus
Espèce
Synonymes
- Herpetodryas carinatus var. flavolineata Jan, 1863
- Herpetodryas flavolineatus Jan, 1863

Chironius flavolineatus  est une espèce de serpents de la famille des Colubridae.

## Répartition
Cette espèce se rencontre :
- dans le centre de la Bolivie ;
- au Brésil, dans l'Amapá, l'Amazonas, le Bahia, le Goiás, le nord-est du Mato Grosso, le Minas Gerais, le Pará, le Paraná, le Rio Grande do Sul, le São Paulo, et sur l'île de Marajó ;
- au Pérou ;
- dans le nord-est du Paraguay[1].

## Description
C'est un serpent ovipare.

## Publication originale
- Jan, 1863 : Elenco Sistematico degli Ofidi descriti e disegnati per l'Iconografia Generale. Milano, A. Lombardi, p. 1-143 (texte intégral).